# エーリッヒ・ラーデマッハー
エーリッヒ・ラーデマッハー（Erich ("Ete") Rademacher、1901年6月9日マクデブルク – 1979年4月2日シュトットガルト) は、ドイツの水泳選手。水球選手、平泳ぎ選手として1928年アムステルダムオリンピックと1932年ロサンゼルスオリンピックに出場した。

## 生涯
1928年のアムステルダム五輪では水球のドイツ代表として金メダルを獲得、ラーデマッハーはゴールキーパーとして2試合に出場した。また200メートル平泳ぎに出場し、現在のバタフライに似た手の掻きと平泳ぎの足の掻きを組み合わせた泳法により、日本の鶴田義行に次いで銀メダルを獲得した。
1932年のロサンゼルス五輪では水球のドイツ代表として銀メダルを獲得、ゴールキーパーとして3試合に出場した。弟のヨアヒム・ラーデマッハー（Joachim Rademacher）もアムステルダム、ロサンゼルスの両五輪で水球のドイツ代表だった。